# أوقفوا النفط
أوقفوا النفط هي مجموعة ناشطة في مجال البيئة في المملكة المتحدة. تهدف المجموعة إلى إلزام الحكومة البريطانية بوقف ترخيص وإنتاج الوقود الأحفوري الجديد من خلال حركات المقاومة المدنية والحراك المباشر.
تأسست المجموعة في فبراير 2022 وبدأت الاحتجاج على مستودعات النفط الإنجليزية في شهر أبريل 2022.
تعرضت المجموعة لانتقادات بسبب أساليبها الاحتجاجية التي تضمنت قطع طرق وعمليات تخريب.

## آراء وأساليب
تعارض مجموعة أوقفوا النفط منح المملكة المتحدة ترخيصًا جديدًا للوقود الأحفوري واتفاقيات الإنتاج؛ على موقعها على الإنترنت، تدعو المجموعة حكومة المملكة المتحدة إلى وقف جميع الموافقات واتفاقيات الترخيص المستقبلية المتعلقة بتطوير واستكشاف وإنتاج الوقود الأحفوري في البلاد. تطالب المجموعة بالاستثمار بالطاقة المتجددة، وبالعزل الحراري الجيد للأبنية لتجنب إهدار الطاقة.
تصف المجموعة نفسها بأنها لاسلطوية إذ يعمل نشطاؤها في كتل مستقلة تشترك بالموارد دون أن يكون لهم قيادة رسمية.
تؤيد المجموعة الحراك اللاعنفي المباشر والمقاومة المدنية، وتتبع نهجًا يتضمن إحداث اضطرابات اجتماعية عامة على غرار أساليب الجماعتين الناشطتين بيئيًا: تمرد ضد الانقراض، واحتجاجات عزل بريطانيا، مع تفضيلها المؤسسات الثقافية كأهداف للمظاهرات.
تعرضت الجماعة لانتقادات بسبب أساليبها الاحتجاجية التي تضمنت إغلاق الطرق والتخريب. قالت المتحدثة باسم المجموعة، إيما براون، أن المجموعة لديها «سياسة الضوء الأزرق» للسماح لمركبات الطوارئ بالمرور من خلال الحواجز التي يشكلها المتظاهرون. في شهر ديسمبر 2022، ذكر مفوض شرطة العاصمة، مارك رولي، أن حركة أوقفوا النفط قد أصبحت «أقل حزمًا بكثير» باحتجاجاتها بعد اعتقال بعض قادة المجموعة المشتبه بهم. تعهدت الجماعة بمواصلة الاحتجاج طالما لم تفرض عقوبة الإعدام على أعضائها ردًا على التحديث المقترح لقانون النظام العام. بحسب الجماعة، اعتُقل مناصروها ما يقارب 2000 مرة منذ 1 أبريل 2022.
اعتقال الصحافيين في الاحتجاجات
اعتُقل 8 صحافيين معتمدين أثناء الاحتجاجات منذ شهر نوفمبر 2022، من بينهم مراسل LBC الذي اعتُقل واحتُجز في زنزانة لمدة خمس ساعات؛ وصانع أفلام وثائقية اعتُقل واحتُجز لمدة 13 ساعة؛ ومصور. ردت جيليان كيغان، وزيرة التعليم البريطانية، على الاعتقالات بقولها «لا ينبغي القبض على الصحافيين بسبب قيامهم بعملهم» و«نحن مدافعون عن حرية التعبير».

## التمويل
ذكرت مجموعة أوقفوا النفط أن تمويلها يعتمد بشكل كامل على التبرعات، مع قبولها للعملات الورقية والعملات المشفرة، بما في ذلك عملة إيثريوم، على حد سواء.
في شهر أبريل 2022، أفيد بأن مصدر التمويل الرئيسي لمجموعة أوقفوا النفط كان تبرعات صندوق الطوارئ المناخية ومقره الولايات المتحدة الأمريكية. من خلال هذا الصندوق، كانت أيلين جيتي، سليلة العائلة المؤسسة لشركة جيتي لتسويق النفط، أهم المتبرعين لتمويل المجموعة. ردًا على ذلك، ذكر صندوق الطوارئ المناخية أن جيتي لم تعمل في مجال صناعة الوقود الأحفوري بنفسها.

## تاريخ
أُسست مجموعة أوقفوا النفط في 14 فبراير 2022.
حفل توزيع جوائز الأكاديمية البريطانية للأفلام لعام 2022 وتعطيل مبارة كرة القدم
في 13 مارس 2022، قام أنصار للمجموعة يرتدون قمصانًا كُتب عليها «أوقفوا النفط» بتعطيل الدورة 75 لجوائز الأكاديمية البريطانية للأفلام.
في 20 مارس 2022، حاول اثنان من مناصري الحركة تعطيل مبارات لكرة القدم في ملعب الإمارات الخاص بنادي أرسنال في لندن، لكن تم اعتراضهما. في 21 مارس 2022، أوقف أحد مشجعي الحركة مباراة كرة قدم في غوديسون بارك في ليفربول بعدما ركض إلى أرض الملعب وربط نفسه من رقبته بعمود المرمى. في اليوم التالي، تمكن أحد مناصري المجموعة من الوصول إلى أرض ملعب مولينو في ولفرهامبتون لثوان فقط. في 24 مارس 2022، حاول 6 من مناصري الحركة تعطيل مباراة لكرة القدم في ملعب توتنهام هوتسبير شمالي لندن. أٌبعد جميع المقتحمين آنفي الذكر عن أرض الملعب، لكنهم تمكنوا من إيقاف المباريات لفترات وجيزة.

### الاحتجاجات ضد شركات النفط وتخريبها
اعتبارًا من 1 أبريل 2022، نفذ مناصرو الجماعة عمليات حصار لمنشآت نفطية هامة على مستوى إنجلترا بهدف قطع إمدادات البنزين عن جنوب شرق البلاد. زعم المحتجون حينها أنهم استلهموا فكرة الحصار من احتجاجات سائقي شاحنات المملكة المتحدة عام 2000، والتي شلت عمليات توزيع البنزين في البلاد. في 14 أبريل 2022، توقف مناصرو الجماعة وحاصروا ناقلة نفط في لندن ما تسبب بازدحام مروري على الطريق السريع M4. في 15 أبريل، استهدف مناصرو الجماعة محطات نفط كينغزبوري ونافيغيتر وغرايز وأغلقوا الطرقات وتسلقوا ناقلات النفط. في نفس اليوم أفيد بأن شركات نافيغيتر ثيمس وإكسون موبيل وفاليرو للطاقة أمنت أوامر بالاحتجاز المدني للمحتجين على محطات النفط الخاصة بها. في 19 أبريل 2022، علقت مجموعة أوقفوا النفط إجراءاتها ضد توزيع الوقود لمدة أسبوع واحد أملًا باتخاذ الحكومة لإجراءات بشأنها. في 28 أبريل 2022، قام 35 من مناصري المجموعة بتخريب مضخات البنزين في محطتي وقود على الطريق السريع M25 (محطة خدمات كوبهام في مقاطعة سري ومحطة خدمات كلاكيت لين في مقاطعة كنت).

### سباق جائزة بريطانيا الكبرى لفئة الفورمولا واحد لعام 2022
في الثالث من يوليو 2022، سارت مجموعة من أنصار جماعة أوقفوا النفط على مسار سباق جائزة بريطانيا الكبرى لفئة الفورمولا واحد لعام 2022، وذلك بعد تعليق السباق بسبب حادث تحطم في اللفة الافتتاحية، وجلسوا على الأسفلت. اعتقلت الشرطة المجموعة. دعم ثلاثة من سائقي سيارات سباق الفورمولا واحد سيرجيو بيريز ولويس هاملتون وكارلوس ساينز جونيور قضية المحتجين إلا أنهم لم يشاركوهم فعلتهم -وصرح السائقون الثلاثة بأنه لا ينبغي على المحتجين أن يعرضوا أنفسهم للخطر الجسدي. انتقد رئيس مجموعة شركات فورمولا واحد، سيرجيو دومينيكالي، طريقة الاحتجاج. قبل الحادثة، حذرت شرطة نورثامبتونشير من حصولها على «معلومات استخباراتية جديرة بالأخذ بعين الاعتبار» حول تخطيط مجموعة من المتظاهرين لتعطيل السباق واحتمالية اقتحامهم للمضمار وبأن الاحتجاج مرتبط بالقضايا البيئية، لكن التحذير لم يذكر مجموعة أوقفوا النفط بالاسم. 

### احتجاجات المعارض الفنية في يوليو 2022
استهدف مناصرو حركة أوقفوا النفط الأعمال الفنية في صالات العرض العامة في شهر يوليو 2022. في الرابع من الشهر، ألصق اثنان من المؤيدين أنفسهم بإطار لوحة عربة القش المرسومة بريشة الفنان جون كونستابل عام 1821 في معرض لندن الوطني. قام المحتجون بتغطية اللوحة برسمة مطبوعة أعادت تصوير اللوحة على أنها «رؤية لنهاية العالم في المستقبل» وتصور «ديستوبيا المناخ وما يفعله بالمنظر الطبيعي الظاهر باللوحة». ألقت الشرطة بعد ذلك القبض على شخصين اثنين، وأُزيلت اللوحة لفحصها من قبل الحراس.
في 5 يوليو، ألصق عدد من مناصري المجموعة أنفسهم بإطار نسخة من لوحة العشاء الأخير لليوناردو دا فنشي في الأكاديمية الملكية للفنون. رش المحتجون عبارة «لا نفط جديد» على الحائط أسفل اللوحة. في شهر فبراير 2023، غُرم هؤلاء النشطاء بمبلغ 486 جنيه استرليني لكل واحد منهم بسبب تسببهم بأضرار جنائية غير مقصودة، لكن، ثبت أنهم غير مذنبين بتهمة التسبب بإتلاف قطعة أثاث لم يكونوا قريبين منها. 
في 30 يونيو 2022، ألصق اثنان من مناصري الحركة نفسيهما بإطار لوحة شجرة الخوخ في بلوم المرسومة بريشة الفنان فنسنت فان جوخ في معهد كورتولد للفنون. أُدين الاثنان بجرم إحداث أضرار جنائية في الهيكل، وسُجن أحدهما لمدة ثلاثة أسابيع، وحكم على الآخر بالسجن مع وقف التنفيذ.